# Абдусаматов, Хафиз Шаахмедович
Абдусаматов Хафиз Шаахмедович (род. 8 февраля 1925 года в г. Джамбуле) — узбекский литературовед, театровед, критик.

## Биография
В Великую Отечественную войну Хафиз днём учился в школе (окончил с отличием), а вечером работал на авиазаводе. После школы поступил на филологический факультет Среднеазиатского государственного университета в 1946 году. В 1952 году защитил кандидатскую диссертацию в МГУ под руководством Л. Тимофеева. Вступил в Союза писателей СССР 1957 году. Получил звание доктор филологических наук в 1968 году.
С 1962 по 1978 работал членом редакционных коллегий в журналах «Шарк юлдузи» и «Театр», газетах «Литературный Узбекистан» и «Узбекистон адабиёти ва санъати». Стал заслуженным деятелем науки Узбекистана в 1975 году и лауреатом Государственной премии Узбекистана в 1977. В 1977 избран членом правления издательства «Советский писатель». С 1981 по 1983 года работал главным редактором журнала «Шарк юлдузи». Стал кавалером ордена «Мехнат шухрати» в 2007 году.

## Публикации
Основной сферой интересов Хафиза стала драматургия, театральное искусство и сатира. Изучал творчество драматургов, например А. Каххара и Алп Джамола.
- Один из авторов фундаментального академического издания «Очерки истории узбекской советской литературы» в 2-х т.т.
- Песня жизни : (О драматургии Уйгуна) / Хафиз Абдусаматов. Архивная копия от 5 ноября 2016 на Wayback Machine. - Ташкент : Изд-во лит. и искусства, 1984. - 280 с.;
- Овеяно новаторством : (О лит.-критич. взглядах К. Яшена) / Хафиз Абдусаматов Архивная копия от 5 ноября 2016 на Wayback Machine. - Ташкент : Изд-во лит. и искусства, 1983. - 244 с.;
- Монография «Драма назарияси» — победитель конкурса «Истиклол тонги» 2001 года;
- Монография «Шошма, куёш!» удостоена премии АН Узбекистана «Лучшая научная работа года» в 2004 году.